# Jim Hall
Jim Hall,  ameriški dirkač Formule 1, * 23. julij 1935, Abilene, Teksas, ZDA.
Debitiral je na domači in zadnji dirki sezone 1960 za Velika nagrada ZDA, kjer je s sedmim mestom le za mesto zgrešil uvrstitev med dobitnike točk. V naslednji sezoni 1961 je na domači dirki za Velika nagrada ZDA odstopil, v sezoni 1962 pa na domači dirki za Velika nagrada ZDA sploh ni štartal zaradi okvare na dirkalniku. V sezoni 1963 je na dirki za Veliko nagrado Velike Britanije osvojil prvo uvrstitev med dobitnike točk s šestim mestom, na naslednji dirki za Veliko nagrado Nemčije pa je s petim mestom osvojil svojo najboljšo uvrstitev v karieri. Po koncu sezone se je upokojil kot dirkač Formule 1.

## Popolni rezultati Formule 1
(legenda) (odebeljene dirke pomenijo najboljši štartni položaj, poševne pa najhitrejši krog, †-uvrščen kljub odstopu)
| Leto | Moštvo                     | Šasija   | Motor             | 1       | 2       | 3      | 4     | 5    | 6     | 7     | 8       | 9     | 10    | Prv | Toč |
| ---- | -------------------------- | -------- | ----------------- | ------- | ------- | ------ | ----- | ---- | ----- | ----- | ------- | ----- | ----- | --- | --- |
| 1960 | Jim Hall                   | Lotus 18 | Climax Straight-4 | ARG     | MON     | 500    | NIZ   | BEL  | FRA   | VB    | POR     | ITA   | ZDA 7 | -   | 0   |
| 1961 | Jim Hall                   | Lotus 18 | Climax Straight-4 | MON     | NIZ     | BEL    | FRA   | VB   | NEM   | ITA   | ZDA Ret |       |       | -   | 0   |
| 1962 | Jim Hall                   | Lotus 21 | Climax Straight-4 | NIZ     | MON     | BEL    | FRA   | VB   | NEM   | ITA   | ZDA DNS | JAR   |       | -   | 0   |
| 1963 | British Racing Partnership | Lotus 24 | BRM V8            | MON Ret | BEL Ret | NIZ 11 | FRA 8 | VB 6 | NEM 5 | ITA 8 | ZDA 10  | MEH 8 | JAR   | 12. | 3   |